# Tetrapterys heterophylla
Tetrapterys heterophylla là một loài thực vật có hoa trong họ Malpighiaceae. Loài này được (Griseb.) W.R. Anderson miêu tả khoa học đầu tiên năm 1995.